# Galenia papulosa
Galenia papulosa är en isörtsväxtart som först beskrevs av Christian Friedrich Frederik Ecklon och Zeyh., och fick sitt nu gällande namn av Otto Wilhelm Sonder. Galenia papulosa ingår i släktet galenior, och familjen isörtsväxter. Inga underarter finns listade i Catalogue of Life.